# Bayer Healthcare
Bayer Healthcare, av företaget skrivet Bayer HealthCare, är sedan 2003 ett självständigt företag som ingår som delkoncern i Bayer AG. Bayer Healthcare har sitt huvudkontor i Leverkusen och forskar, utvecklar, producerar och säljer medicinska produkter. Företagets viktigaste produkter är  Aspirin, Lefax, Talcid, Bepanthen, Rennie och Ascensia.
Produktionsorter är Leverkusen, Wuppertal och Bitterfeld.
2006 köpte Bayer AG Schering AG som döptes om till Bayer Schering Pharma AG och blev en division inom Bayer Healthcare.